# Stanisław Szembek

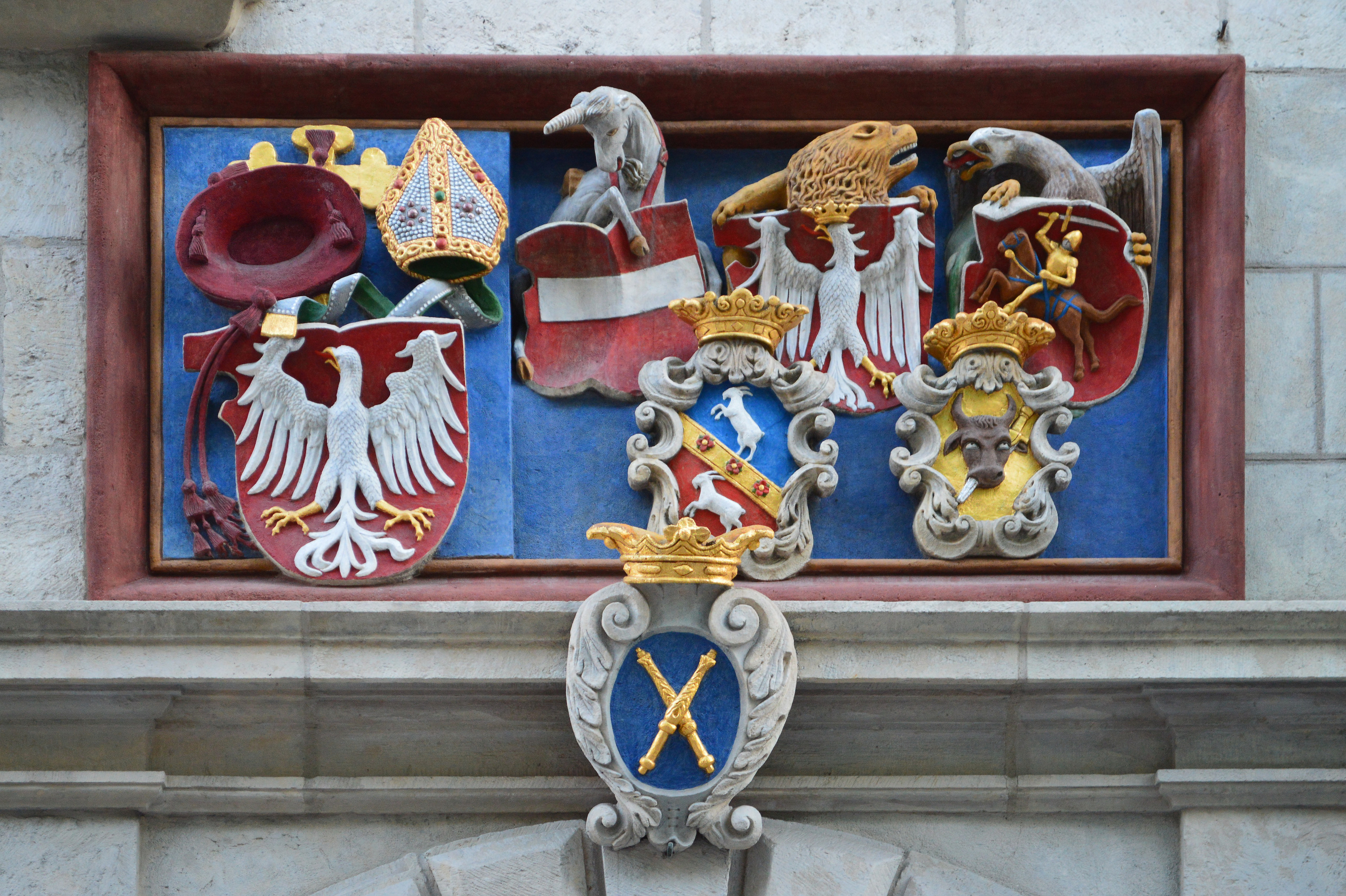
Fryz heraldyczny na budynku Collegium Maius, drugi z lewej w środkowym rzędzie herb biskupa krakowskiego, kanclerza Akademii Krakowskiej Stanisława Szembeka

Stanisław Szembek łac. Stanislaus in Słupów Szembek, („von Slupow-Szembek“) herbu Szembek (ur. 1650 w Morawicy, zm. 3 sierpnia 1721 w Skierniewicach) – arcybiskup gnieźnieński i prymas Polski od 1706, biskup kujawski od 1700, biskup dionizejski i krakowski biskup pomocniczy, opat komendatoryjny mogilski instalowany w 1699 roku, kanonik katedry krakowskiej w 1678 roku, kanonik przemyski, archidiakon zawichojski, kaznodzieja.

## Życiorys
Był synem Franciszka Szembeka i Zofii Pieniążek.
W latach 1690–1700 biskup pomocniczy diecezji krakowskiej. Był deputatem na Trybunał Główny Koronny.
W czasie bezkrólewia po śmierci Jana III Sobieskiego (1696) wraz z innymi członkami swej rodziny poparł kandydaturę elektora saskiego, Augusta II, który obdarzył go w zamian wieloma beneficjami kościelnymi. Został przywódca konfederacji sandomierskiej zawiązanej w 1704. Od roku 1700 był biskupem kujawskim, a od 1706 prymasem. W styczniu 1702 roku podpisał akt pacyfikacji Wielkiego Księstwa Litewskiego. Po abdykacji Sasa w 1706 faktycznie przejął ster rządów w Rzeczypospolitej. W 1707 zwołał walne rady do Lwowa i Lublina, gdzie pod naciskiem cara Piotra I ogłosił bezkrólewie. W 1709 witał powracającego na tron Augusta II. Był uczestnikiem Walnej Rady Warszawskiej 1710 roku. Później przeszedł do opozycji wobec dworu Wettynów.
W 1717 roku został wyznaczony senatorem rezydentem.
Jako senator, wraz z innymi biskupami wystąpił w 1718 r. przeciwko udziałowi chłopów z dóbr kościelnych w obronie ojczyzny w ramach pospolitego ruszenia.
Pozbawiony talentu politycznego, miał charakter miękki i niezdecydowany, odznaczył się wydatniej gorliwością duszpasterską i uczynkami pobożności oraz miłosierdzia, a także działalnością fundacyjną.